# NGC 547
NGC 547 là một thiên hà hình elip và thiên hà vô tuyến (được xác định là 3C 40) nằm trong chòm sao Cetus. Từ nó đến Trái Đất khoảng 220 triệu năm ánh sáng, với kích thước rõ ràng, có nghĩa là NGC 547 có chiều dài khoảng 120.000 năm ánh sáng. Nó được phát hiện bởi William Herschel vào ngày 1-10-1785. Nó là thành viên của cụm thiên hà Abell 194 và được bao gồm cùng với NGC 547 trong Tập bản đồ thiên hà đặc biệt.
NGC 547 là một thiên hà vô tuyến nổi bật, với hai máy bay phản lực vô tuyến lớn của Fanaroff-Riley loại I với đuôi góc rộng. Thiên hà được xác định là 3C 40B (3C 40A ít nổi bật hơn và được liên kết với thiên hà NGC 541 gần đó), và nguồn mở rộng trong 10 phút cung theo hướng nam-bắc. Một đặc điểm của nó là nhỏ, mịn, tối đã được quan sát thấy chạy ngang qua hạt nhân trong ảnh bằng Kính viễn vọng Không gian Hubble. Kích thước dự kiến của nó là 0,3 kpc và hình dạng của nó cho thấy nó là mặt gần của một đĩa bụi nhỏ.
NGC 547 tạo thành một cặp với NGC 545 sáng bằng nhau, nằm cách xa 0,5'. Chúng có chung một phong bì chung,, mặc dù vị trí gần gũi của chúng, không có đặc điểm thủy triều nào như đuôi hoặc cầu được quan sát. Một cây cầu sao đã được phát hiện giữa cặp thiên hà và NGC 541, nằm 4,5 phút cung về phía tây nam (khoảng cách chiếu khoảng 100 kpc).
Các quan sát thiên hà của Đài thiên văn Chandra X-Ray cho thấy có một vầng hào quang tia X rất lớn xung quanh thiên hà NGC 547. Sự phân bố khí xuất hiện đối xứng, không có bằng chứng về đuôi, cho thấy vận tốc tương đối thấp của nó, và do đó nó được xác định là trung tâm của cụm, với NGC 541 và NGC 545 di chuyển về phía nó.